# Heliotrop
Heliotrope, hay đá máu là một dạng của canxedon (có dạng vi tinh của thạch anh và dạng đồng hình của nó là moganit). Đá máu "cổ điển" là canxedon lục có các hạt xâm tán của oxide sắt hoặc jasper đỏ. Đôi khi xâm tán có màu vàng thì khoáng được đặt tên là plasma.
Các xâm tán màu đỏ được xem là các đốm máu, nên nó có tên gọi là "đá máu". Tên gọi "heliotrope" (trong tiếng Hy Lạp ήλιος helios, Mặt trời, τρέπειν trepein, đến lượt) xuất phát từ quan niệm cổ xưa khác nhau về cách thức khoáng vật phản xạ ánh sáng. Chúng được miêu tả bởi Pliny the Elder (Nat. Hist. 37.165).